# Les Anciens de Saint-Loup (film)
Pour les articles homonymes, voir Les Anciens de Saint-Loup.
Pour plus de détails, voir Fiche technique et Distribution.
Les Anciens de Saint-Loup est un film français réalisé par Georges Lampin, sorti en 1950.

## Synopsis
M. Jacquelin, directeur du collège de Saint-Loup, fait ses adieux aux enfants. L'établissement va devoir fermer, faute d'argent. Il profite des grandes vacances pour inviter ses anciens élèves, onze ans après leur bachot, afin qu'ils l'aident à renflouer et rénover l'établissement, trop vétuste. Parmi ceux-ci se trouvent trois amis jadis inséparables : Paul Forestier, curé, Jean Laclaux, banquier et Charles Merlin, globe-trotter, qui formaient la bande des " Trois Mousquetaires ". Mais la banque dirigée par Laclaux vient de faire faillite, et M. Jacquelin comptait surtout sur lui pour sauver l'école. De plus, un autre drame se joue alors que les vieux copains sont à nouveau réunis : Catherine Jacquelin, la nièce du directeur, est assassinée. Cette situation provoque une rivalité entre Laclaux et Merlin, mais le prêtre parvient à réconcilier les deux hommes, on apprend que c'est la femme du banquier qui se croyant trompée vient d'assassiner celle qu'elle prenait pour sa rivale. Le film se termine par la mort de Jacquelin, heureux que ce ne soit pas l'un de ses anciens élèves qui ait commis l'assassinat.

## Fiche technique
- Réalisation : Georges Lampin

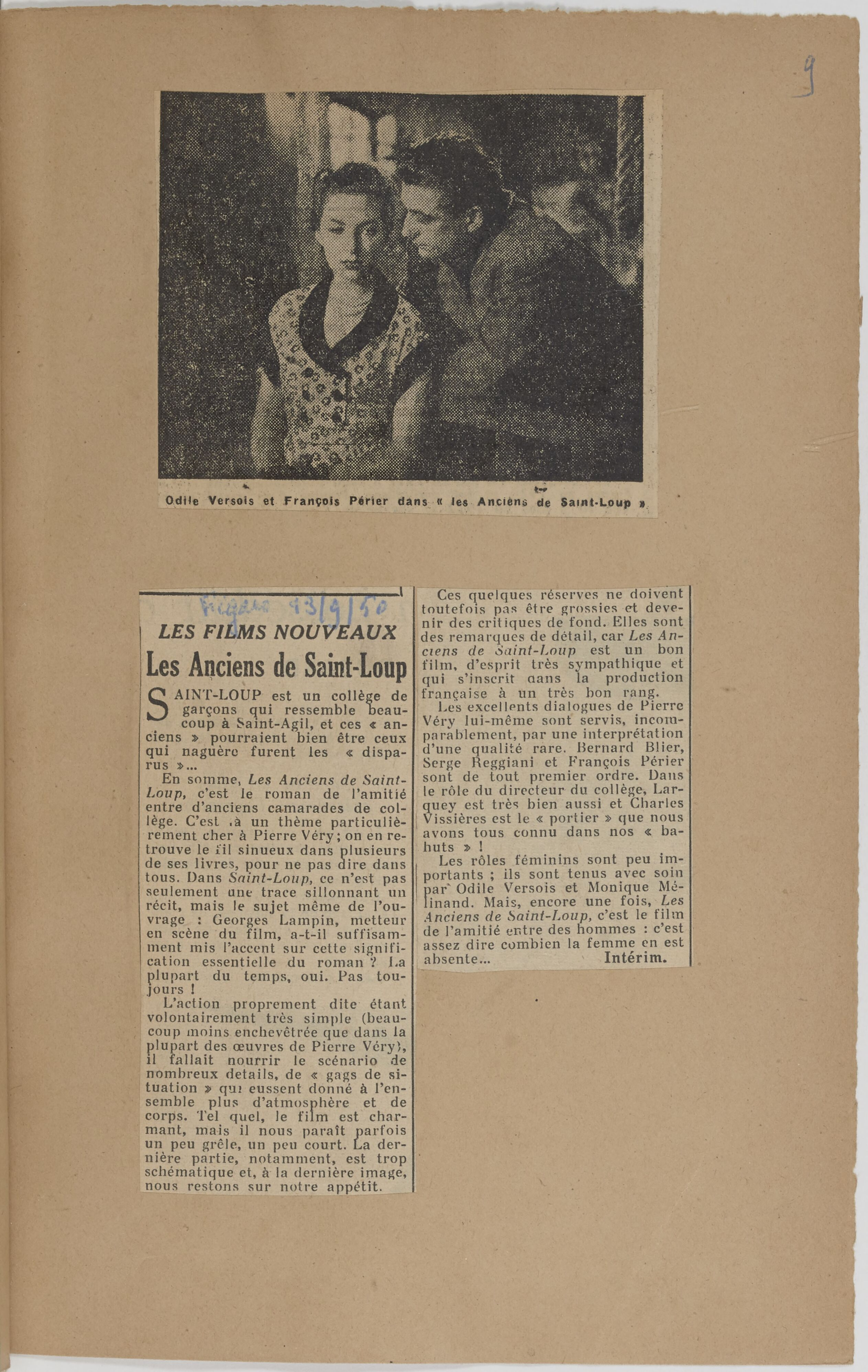
Article de presse à l'occasion de la sortie du film
Photo d'une scène avec Odile Versois et François Perrier.

- Assistants réalisateurs 1) Wladimir Roitfeld / 2) Michel Mombailly
- Scénario : Georges Lampin et Pierre Véry, d'après son roman homonyme, Librairie Arthème Fayard, Paris, 1944, 128 pages
- Dialogues : Pierre Véry
- Décors : Robert Clavel
- Directeur de la photographie : Louis Page
- Cameraman : André Dumaître
- Musique : Georges Van Parys
- Son : Paul Boistelle
- Montage : Monique Kirsanoff
- Maquillage : Serge Gleboff
- Script-girl : Suzanne Durrenberger
- Régisseur : Jean Mottet
- Directeur de production Constantin Geftman
- Producteur : Jacques Roitfeld
- Production : Les Productions Jacques Roitfeld
- Société de distribution : La Société des Films Sirius (France), Royal Film (Belgique)
- Pays de production :  France
- Format : Noir et blanc - 1,37:1 - 35 mm - Son mono
- Genre : Drame
- Durée : 82 minutes
- Date de sortie :
  - France : 8 septembre 1950
- Affiche : Constantin Belinsky (France)

## Distribution
- François Périer : Charles Merlin
- Serge Reggiani : l'abbé Paul Forestier
- Bernard Blier : Jean Laclaux, le banquier ruiné
- Monique Mélinand : Hélène Laclaux, sa femme
- Pierre Larquey : Jacquelin, le directeur du collège
- Odile Versois : Catherine Jacquelin, sa nièce
- Charles Vissières : Rossignol, le portier du collège
- Gabriel Gobin : Subileau, l'agriculteur
- Raphaël Patorni : Fourcade, le secrétaire de Laclaux
- Maurice Regamey : Marcel Raboisson, l'aveugle
- Pierre Mondy : le marquis Patrice de Puy-Tirejol
- Johnny Chambot : Émile
- Pamela Wilde : Barbara, la compagne de voyage de Merlin
- Michel André : Caille
- Jean Sylvère : Abadie
- René Berthier : Lahulotte, l'avocat
- Serge Grave : Le Guellec
- Jacques Denoël : Espérandieu
- Robert Pouget : Maréchal

Et acteurs et actrices non crédités
- Christian Simon : Ernest
- Serge Lecointe : un gamin
- Jacques Gencel : un élève du collège de Saint-Loup
- Rémi Clary : le jeune marié
- Sophie Leclair : la jeune mariée
- Jean Berton : un surveillant
- Bernard Noël : un surveillant
- Lucien Guervil : Boutigues
- Albert Malbert : un villageois
- Dominique Marcas : une villageoise
- Germaine Stainval : la femme de ménage
- Émile Riandreys : un ouvrier du collège
- Georgette Anys : la voyageuse à l'enfant
- Marcel Loche : le contrôleur
- Lucien Frégis : l'inspecteur Froment
- Georges Demas : un inspecteur
- Jacques Mauclair : un inspecteur
- Jackie Blanchot : un inspecteur
- Marcel Rouzé : un inspecteur
- Patrick Dewaere : un gamin

## Autour du film
- La commune de Saint-Loup existe bien en Seine-et-Marne, son nom exact est Saint-Loup-de-Naud, cependant, le film a été entièrement tourné aux studios Paris-Studios-Cinéma de Boulogne-Billancourt[réf. souhaitée].
- On remarque quelques concordances qui rappellent le film tiré lui aussi d'un précédent roman de Pierre Véry, Les Disparus de Saint-Agil : le nom d'un des élèves interpellé par le directeur lors du discours de fin d'année, Bruneteau Félix, est celui d'un des élèves Chiche-capon de ce film ; l'école de Saint-Agil est située rue Croix-Saint-Loup ; le squelette de la salle de sciences rappelle celui de Saint-Agil. Cependant, Pierre Véry ayant entre les deux romans changé d'éditeur, il n'a pas voulu faire ouvertement des Anciens de Saint-Loup une suite aux Disparus de Saint-Agil[1].